# Ђорђе Личина
Ђорђе Личина је српски новинар и публициста.

## Биографија
Ђорђе је рођен у селу Драготина 1943. године.
Био је новинар загребачког листа "Вјесник", а објавио је и преко 30 књига.
Прославио се писањем криминалистичких романа, махом о усташкој емиграцији. Најпознатија дјела су му: 
- Шифра 777
- Двадесети човјек (о упаду терористичке групе у Југославију 1972. године; по овој књизи снимљена је и играна серија Брисани простор)
- Трагом плаве лисице
- Пут за губилиште

и друга. 
Данас живи у Загребу.